# Championnat du monde moins de 18 ans de hockey sur glace 2016
Navigation
Zoug et Lucerne 2015 Poprad et Spišská Nová Ves 2017
Le Championnat du monde moins de 18 ans de hockey sur glace 2016 est la 18e édition de cette compétition de hockey sur glace organisée par la Fédération internationale de hockey sur glace. Il a lieu du 14 au 24 avril 2016 à Grand Forks aux États-Unis. 
Six divisions inférieures sont disputées indépendamment du groupe élite.

## Format de la compétition

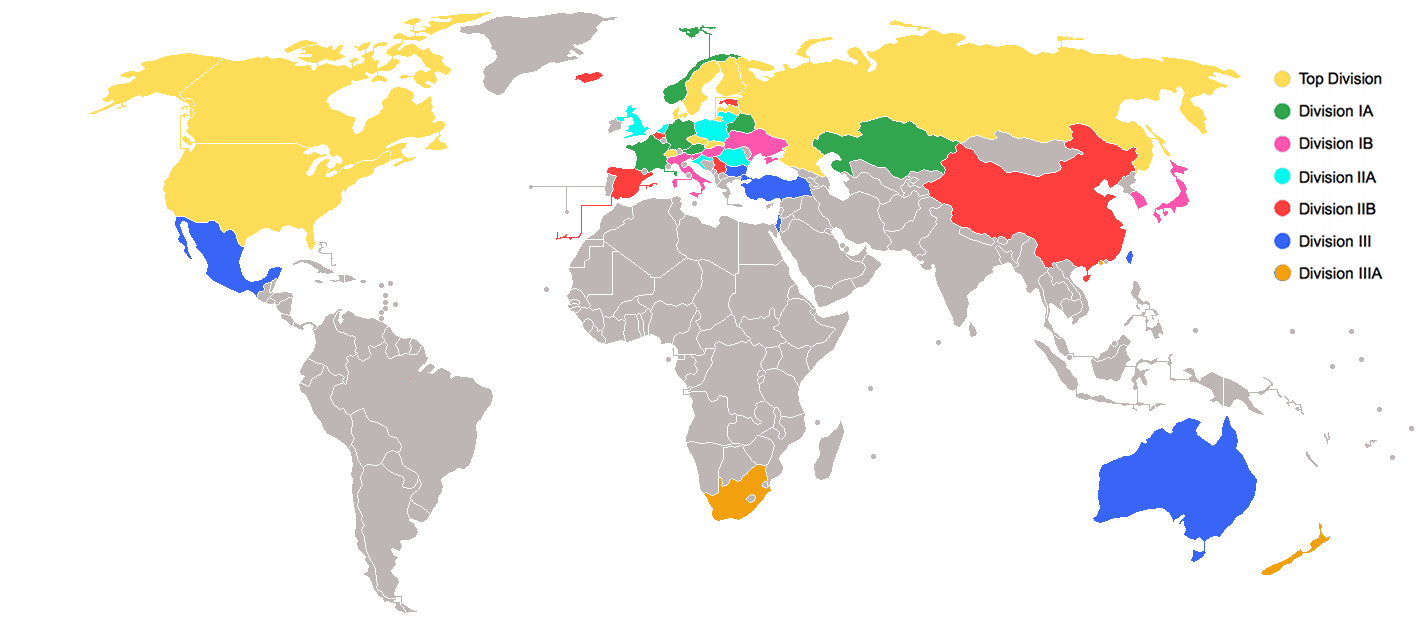
Pays participant au Championnat du monde moins de 18 ans de hockey sur glace 2016.

Le groupe principal (Division Élite) regroupe 10 équipes réparties en deux poules de 5 qui disputent un tour préliminaire. Les 4 premiers de chaque poule sont qualifiés pour les quarts de finale. Les derniers de chaque poule disputent une poule de maintien jouée au meilleur des 3 matches. Le perdant est relégué en Division IA pour l'édition 2017.
Pour les autres divisions qui comptent 6 équipes (sauf la Division III B qui en compte 3), les équipes s’affrontent entre elles et, à l'issue de cette compétition, le premier est promu dans la division supérieure et le dernier est relégué dans la division inférieure.
Lors des phases de poule, les points sont attribués ainsi :
- victoire : 3 points ;
- victoire en prolongation ou aux tirs de fusillade : 2 points ;
- défaite en prolongation ou aux tirs de fusillade : 1 point ;
- défaite : 0 point.

## Division Élite
| \| Localisation de Grand Forks aux États-Unis \| Localisation de Grand Forks aux États-Unis |
| Localisation de Grand Forks aux États-Unis                                                  |

| Ralph Engelstad Arena | Icon Sports Center |
|                       |                    |
| Capacité : 11 643     | Capacité : 500     |

La préparation de la division élite est marquée par le remplacement, début avril, de tous les joueurs de l'équipe de Russie, ainsi que l'entraineur-chef, par le ministre des sports Vitaly Mutko. La raison est la généralisation de la consommation de Meldonium, produit déclaré dopant depuis le 1er janvier 2016.

### Tour préliminaire
Le groupe principal regroupe 10 équipes, réparties en deux groupes :
| Groupe A - États-Unis, tenant du titre et pays hôte - Lettonie - Russie - Suède - Suisse | Groupe B - Canada - Danemark, promu de la Division I A - Finlande - Tchéquie - Slovaquie |

#### Groupe A
| 14 avril 2016 | Lettonie | 4-5 (pr) (0-1, 1-3, 2-1, 0-1) | Suisse | Ralph Engelstad Arena 2 538 spectateurs |

| Feuille de match                                         | Feuille de match | Feuille de match                    | Feuille de match | Feuille de match                                                                    |
| -------------------------------------------------------- | --- | ----------------------------------- | --- | ----------------------------------------------------------------------------------- |
|                                                          | Krastenbergs (Smons) — 3 min 5 s - Vulkanovs (Kļaviņš, Krastenbergs) — 25 min 47 s - Ezītis (Apfelbaum) — 45 min 55 s - Kļaviņš (Krastenbergs, Kaļķis) — 54 min 2 s - | 1-0 1-1 1-2 2-2 2-3 3-3 3-4 4-4 4-5 | - Simic (Riva, Hischier) — 20 min 40 s Simic (Hischier) — 24 min 5 s - Geisser (Hischier) — 39 min 44 s - Kurashev (Lust, Volejnicek) — 50 min 33 s - Volejnicek (Le Coultre) — 64 min 53 s (SN) | Arbitrage : Vladimir Baluska Brett Sheva Juges de lignes : Andrew Dalton Jake Davis |
| Gustavs Grigals (63 min 43 s) Mareks Mitens (1 min 10 s) | Gardiens | Matteo Ritz                         | | Arbitrage : Vladimir Baluska Brett Sheva Juges de lignes : Andrew Dalton Jake Davis |
| 8 min                                                    | Pénalités | 6 min                               | | Arbitrage : Vladimir Baluska Brett Sheva Juges de lignes : Andrew Dalton Jake Davis |
| 20                                                       | Tirs | 36                                  | | Arbitrage : Vladimir Baluska Brett Sheva Juges de lignes : Andrew Dalton Jake Davis |

| 14 avril 2016 | Russie | 2-8 (1-2, 1-2, 0-4) | États-Unis | Ralph Engelstad Arena 4 137 spectateurs |

| Feuille de match                                  | Feuille de match                                                       | Feuille de match                        | Feuille de match | Feuille de match                                                                    |
| ------------------------------------------------- | ---------------------------------------------------------------------- | --------------------------------------- | --- | ----------------------------------------------------------------------------------- |
|                                                   | - Alekseïev (Samoroukov) — 5 min 17 s Kozlov (Lipanov) — 22 min 21 s - | 0-1 0-2 1-2 2-2 2-3 2-4 2-5 2-6 2-7 2-8 | Keller (Fox) — 3 min 44 s Sanchez (Frederic) — 4 min 28 s - Keller (Yamamoto) — 36 min 18 s Bellows (Anderson, Greenway) — 36 min 32 s Yamamoto (Krys) — 46 min 19 s Anderson (Krys, Keller) — 47 min 30 s (SN) Yamamoto (Brown, Mittelstadt) — 50 min 46 s (SN) Brown (Yamamoto, Luce) — 54 min | Arbitrage : Marcus Linde Viktor Trilar Juges de lignes : Joonas Saha Libor Suchanek |
| Maksim Joukov (50 min 46 s) Tarassov (9 min 14 s) | Gardiens                                                               | Jake Oettinger                          | | Arbitrage : Marcus Linde Viktor Trilar Juges de lignes : Joonas Saha Libor Suchanek |
| 4 min                                             | Pénalités                                                              | 4 min                                   | | Arbitrage : Marcus Linde Viktor Trilar Juges de lignes : Joonas Saha Libor Suchanek |
| 21                                                | Tirs                                                                   | 45                                      | | Arbitrage : Marcus Linde Viktor Trilar Juges de lignes : Joonas Saha Libor Suchanek |

| 15 avril 2016 | Suède | 4-3 (pr) (2-0, 0-1, 1-2, 1-0) | Lettonie | Ralph Engelstad Arena 2 282 spectateurs |

| Feuille de match | Feuille de match | Feuille de match            | Feuille de match                                                             | Feuille de match                                                                                |
| ---------------- | --- | --------------------------- | ---------------------------------------------------------------------------- | ----------------------------------------------------------------------------------------------- |
|                  | Bratt (Danielsson) — 1 min 26 s Thilander (Steen) — 9 min 28 s (SN) - Nylander (Liljegren, Brännström) — 59 min 41 s (JS) Moverare (Söderlund) — 64 min 36 s | 1-0 2-0 2-1 2-2 2-3 3-3 4-3 | - Kļaviņš (Svars) — 29 min 6 s Apfelbaum — 40 min 50 s Zeile — 43 min 16 s - | Arbitrage : Jacob Grumsen Jari-Pekka Pajula Juges de lignes : Alexander Sysuev Nathan Vanoosten |
| Filip Larsson    | Gardiens | Mareks Mitens               |                                                                              | Arbitrage : Jacob Grumsen Jari-Pekka Pajula Juges de lignes : Alexander Sysuev Nathan Vanoosten |
| 6 min            | Pénalités | 10 min                      |                                                                              | Arbitrage : Jacob Grumsen Jari-Pekka Pajula Juges de lignes : Alexander Sysuev Nathan Vanoosten |
| 47               | Tirs | 15                          |                                                                              | Arbitrage : Jacob Grumsen Jari-Pekka Pajula Juges de lignes : Alexander Sysuev Nathan Vanoosten |

| 16 avril 2016 | Suisse | 1-2 (pr) (0-0, 0-1, 1-0, 0-1) | Russie | Ralph Engelstad Arena 2 538 spectateurs |

| Feuille de match | Feuille de match                    | Feuille de match | Feuille de match                                                               | Feuille de match                                                                        |
| ---------------- | ----------------------------------- | ---------------- | ------------------------------------------------------------------------------ | --------------------------------------------------------------------------------------- |
|                  | - Hischier (Miranda) — 49 min 7 s - | 0-1 1-1 1-2      | Alekseïev (Kostine, Zaïtsev) — 33 min 21 s - Diomine (Alekseïev) — 61 min 58 s | Arbitrage : Roystian Hansen Jeff Ingram Juges de lignes : Johannes Kack David Nothegger |
| Matteo Ritz      | Gardiens                            | Daniil Tarassov  |                                                                                | Arbitrage : Roystian Hansen Jeff Ingram Juges de lignes : Johannes Kack David Nothegger |
| 8 min            | Pénalités                           | 4 min            |                                                                                | Arbitrage : Roystian Hansen Jeff Ingram Juges de lignes : Johannes Kack David Nothegger |
| 22               | Tirs                                | 28               |                                                                                | Arbitrage : Roystian Hansen Jeff Ingram Juges de lignes : Johannes Kack David Nothegger |

| 16 avril 2016 | États-Unis | 6-1 (1-0, 3-0, 2-1) | Suède | Ralph Engelstad Arena 3 401 spectateurs |

| Feuille de match | Feuille de match | Feuille de match            | Feuille de match                                       | Feuille de match                                                                  |
| ---------------- | --- | --------------------------- | ------------------------------------------------------ | --------------------------------------------------------------------------------- |
|                  | Mittelstadt (Brown, Yamamoto) — 17 min 51 s Bellows (Fox) — 22 min 17 s Lindgren (McPhee) — 23 min 58 s Greenway (Keller, Anderson) — 37 min 17 s (IN) Howdeshell (Brown) — 42 min 42 s - Anderson (Fox, Krys) — 52 min 3 s (SN) | 1-0 2-0 3-0 4-0 5-0 5-1 6-1 | - Liljegren (Lindström, Nylander) — 50 min 32 s (SN) - | Arbitrage : Jan Hribik Sirko Hunnius Juges de lignes : Tibor Revensky Joonas Saha |
| Joseph Woll      | Gardiens | Filip Larsson               |                                                        | Arbitrage : Jan Hribik Sirko Hunnius Juges de lignes : Tibor Revensky Joonas Saha |
| 24 min           | Pénalités | 6 min                       |                                                        | Arbitrage : Jan Hribik Sirko Hunnius Juges de lignes : Tibor Revensky Joonas Saha |
| 24               | Tirs | 35                          |                                                        | Arbitrage : Jan Hribik Sirko Hunnius Juges de lignes : Tibor Revensky Joonas Saha |

| 17 avril 2016 | Lettonie | 1-12 (0-2, 1-6, 0-4) | États-Unis | Ralph Engelstad Arena 2 560 spectateurs |

| Feuille de match                                         | Feuille de match                                    | Feuille de match                                       | Feuille de match | Feuille de match                                                                        |
| -------------------------------------------------------- | --------------------------------------------------- | ------------------------------------------------------ | --- | --------------------------------------------------------------------------------------- |
|                                                          | - Nazarovs (Štrombergs, Rauza) — 28 min 26 s (IN) - | 0-1 0-2 0-3 1-3 1-4 1-5 1-6 1-7 1-8 1-9 1-10 1-11 1-12 | Sanchez (Frederic, Hellickson) — 14 min 27 s Anderson (Bellows, Greenway) — 16 min 29 s Yamamoto (Brown, Mittelstadt) — 20 min 30 s - Walker (Howdeshell, Fox) — 29 min 38 s Frederic (Lockwood, Hellickson) — 30 min 3 s Fox (Bellows, Keller) — 30 min 47 s Yamamoto (Brown, Martin) — 36 min 31 s (JS) Pastujov (Walker) — 37 min 30 s Keller (Lockwood, Fox) — 48 min 4 s Bellows (Keller) — 51 min 56 s Frederic (Greenway, Lockwood) — 55 min 24 s (SN) Frederic — 58 min 44 s (IN) | Arbitrage : Marcus Linde Viktor Trilar Juges de lignes : Johannes Kack Nathan Vanoosten |
| Niklāvs Rauza (30 min 3 s) Gustavs Grigals (29 min 57 s) | Gardiens                                            | Jake Oettinger                                         | | Arbitrage : Marcus Linde Viktor Trilar Juges de lignes : Johannes Kack Nathan Vanoosten |
| 14 min                                                   | Pénalités                                           | 37 min                                                 | | Arbitrage : Marcus Linde Viktor Trilar Juges de lignes : Johannes Kack Nathan Vanoosten |
| 23                                                       | Tirs                                                | 58                                                     | | Arbitrage : Marcus Linde Viktor Trilar Juges de lignes : Johannes Kack Nathan Vanoosten |

| 18 avril 2016 | Russie | 7-0 (4-0, 2-0, 1-0) | Lettonie | Ralph Engelstad Arena 2 754 spectateurs |

| Feuille de match | Feuille de match | Feuille de match                                         | Feuille de match | Feuille de match                                                                  |
| ---------------- | --- | -------------------------------------------------------- | ---------------- | --------------------------------------------------------------------------------- |
|                  | Svetchnikov (Diomine, Samoroukov) — 11 min 9 s (SN) Lipanov (Tchekhovitch, Baranov) — 17 min 43 s Bitsadze (Kostine) — 17 min 57 s Roubintchik (Lipanov) — 18 min 55 s (IN) Bitsadze (Kostine, Alekseïev) — 25 min 49 s Marouchev (Kouznetsov, Samoroukov) — 34 min 35 s Marouchev (Kouznetsov, Alekseïev) — 44 min 6 s (2 SN) | 1-0 2-0 3-0 4-0 5-0 6-0 7-0                              | -                | Arbitrage : Jan Hribik Sirko Hunnius Juges de lignes : Jake Davis David Nothegger |
| Daniil Tarassov  | Gardiens | Mareks Mitens (17 min 57 s) Gustavs Grigals (42 min 3 s) |                  | Arbitrage : Jan Hribik Sirko Hunnius Juges de lignes : Jake Davis David Nothegger |
| 24 min           | Pénalités | 32 min                                                   |                  | Arbitrage : Jan Hribik Sirko Hunnius Juges de lignes : Jake Davis David Nothegger |
| 46               | Tirs | 20                                                       |                  | Arbitrage : Jan Hribik Sirko Hunnius Juges de lignes : Jake Davis David Nothegger |

| 18 avril 2016 | Suisse | 1-8 (1-1, 0-3, 0-4) | Suède | Ralph Engelstad Arena 2 787 spectateurs |

| Feuille de match                                   | Feuille de match                        | Feuille de match                    | Feuille de match | Feuille de match                                                                         |
| -------------------------------------------------- | --------------------------------------- | ----------------------------------- | --- | ---------------------------------------------------------------------------------------- |
|                                                    | Eggenberger (Riva, Lust) — 8 min 55 s - | 1-0 1-1 1-2 1-3 1-4 1-5 1-6 1-7 1-8 | - Nylander (Andersson, Pettersson) — 15 min 4 s Davidsson (Liljegren, Nylander) — 22 min 33 s (SN) Davidsson (Bratt, Nylander) — 36 min 9 s (SN) Nylander (Pettersson) — 38 min 56 s Wahlgren (Andersson, Nylander) — 46 min 28 s (SN) Wahlgren (Nylander) — 48 min 17 s (SN) Wahlgren (Pettersson, Andersson) — 49 min 25 s (SN) Bokvist (Hugg, Sellgren) — 50 min 4 s | Arbitrage : Cameron Voss Shane Warschaw Juges de lignes : Andrew Dalton Nathan Vanoosten |
| Matteo Ritz (49 min 25 s) Léo Chuard (10 min 35 s) | Gardiens                                | Filip Gustavsson                    | | Arbitrage : Cameron Voss Shane Warschaw Juges de lignes : Andrew Dalton Nathan Vanoosten |
| 18 min                                             | Pénalités                               | 8 min                               | | Arbitrage : Cameron Voss Shane Warschaw Juges de lignes : Andrew Dalton Nathan Vanoosten |
| 13                                                 | Tirs                                    | 36                                  | | Arbitrage : Cameron Voss Shane Warschaw Juges de lignes : Andrew Dalton Nathan Vanoosten |

| 19 avril 2016 | Suède | 5-1 (1-0, 3-0, 1-1) | Russie | Ralph Engelstad Arena 2 619 spectateurs |

| Feuille de match                                    | Feuille de match | Feuille de match                                          | Feuille de match                                  | Feuille de match                                                                      |
| --------------------------------------------------- | --- | --------------------------------------------------------- | ------------------------------------------------- | ------------------------------------------------------------------------------------- |
|                                                     | Andersson (Pettersson, Liljegren) — 11 min 52 s Wahlgren (Lindström, Moverare) — 20 min 52 s Steen (Liljegren, Davidsson) — 22 min 20 s Andersson (Pettersson, Thilander) — 23 min 19 s (SN) Jonsson-Fjällby — 51 min 37 s - | 1-0 2-0 3-0 4-0 5-0 5-1                                   | - Svetchnikov (Diomine, Samoroukov) — 56 min 19 s | Arbitrage : Vladimir Baluska Brett Sheva Juges de lignes : Tibor Rovensky Joonas Saha |
| Filip Gustavsson (59 min 21 s) Filip Larsson (39 s) | Gardiens | Maksim Joukov (22 min 20 s) Daniil Tarassov (37 min 40 s) |                                                   | Arbitrage : Vladimir Baluska Brett Sheva Juges de lignes : Tibor Rovensky Joonas Saha |
| 8 min                                               | Pénalités | 8 min                                                     |                                                   | Arbitrage : Vladimir Baluska Brett Sheva Juges de lignes : Tibor Rovensky Joonas Saha |
| 41                                                  | Tirs | 23                                                        |                                                   | Arbitrage : Vladimir Baluska Brett Sheva Juges de lignes : Tibor Rovensky Joonas Saha |

| 19 avril 2016 | États-Unis | 4-0 (2-0, 1-0, 1-0) | Suisse | Ralph Engelstad Arena 2 267 spectateurs |

| Feuille de match | Feuille de match | Feuille de match | Feuille de match | Feuille de match                                                                                |
| ---------------- | --- | ---------------- | ---------------- | ----------------------------------------------------------------------------------------------- |
|                  | Mittelstadt (Brown, Martin) — 12 min 46 s Yamamoto (Lindgren, Martin) — 16 min 43 s (SN) McPhee (Lockwood) — 25 min 24 s Mittelstadt (Brown, Yamamoto) — 56 min 23 s | 1-0 2-0 3-0 4-0  | -                | Arbitrage : Jacob Grumsen Jari-Pakka Pajula Juges de lignes : Alexander Sysuev Nathan Vanoosten |
| Joseph Woll      | Gardiens | Philip Wüthrich  |                  | Arbitrage : Jacob Grumsen Jari-Pakka Pajula Juges de lignes : Alexander Sysuev Nathan Vanoosten |
| 2 min            | Pénalités | 8 min            |                  | Arbitrage : Jacob Grumsen Jari-Pakka Pajula Juges de lignes : Alexander Sysuev Nathan Vanoosten |
| 37               | Tirs | 15               |                  | Arbitrage : Jacob Grumsen Jari-Pakka Pajula Juges de lignes : Alexander Sysuev Nathan Vanoosten |

| Clt   | Équipe     | PJ | V | VP | D | DP | BP | BC | Diff | Pts |
| ----- | ---------- | -- | - | -- | - | -- | -- | -- | ---- | --- |
| +001, | États-Unis | 4  | 4 | 0  | 0 | 0  | 30 | 4  | +26  | 12  |
| +002, | Suède      | 4  | 2 | 1  | 1 | 0  | 18 | 11 | +7   | 8   |
| +003, | Russie     | 4  | 1 | 1  | 2 | 0  | 12 | 14 | -2   | 5   |
| +004, | Suisse     | 4  | 0 | 1  | 2 | 1  | 7  | 18 | -11  | 3   |
| +005, | Lettonie   | 4  | 0 | 0  | 2 | 2  | 8  | 28 | -20  | 2   |

- Qualifié pour les quarts de finale
- Dispute la poule de maintien

Pour les significations des abréviations, voir statistiques du hockey sur glace.

#### Groupe B
| 14 avril 2016 | Slovaquie | 5-4 (4-3, 0-1, 1-0) | Danemark | Ralph Engelstad Arena 2 557 spectateurs |

| Feuille de match                                    | Feuille de match | Feuille de match                                     | Feuille de match | Feuille de match                                                                     |
| --------------------------------------------------- | --- | ---------------------------------------------------- | --- | ------------------------------------------------------------------------------------ |
|                                                     | Lacka (Fehérváry) — 2 min 43 s - Solenský (Ruzicka) — 4 min 55 s Bucek — 10 min 59 s Solenský (Ruzicka, Lacka) — 17 min 45 s - Roman — 48 min 11 s | 1-0 1-1 1-2 1-3 2-3 3-3 4-3 4-4 5-4                  | - Schmidt-Svejstrup (Wejse) — 3 min 25 s Molge — 3 min 58 s Krag Christensen (Røndbjerg) — 4 min 21 s - Blichfeld (Krag, Gatz Nielsen) — 25 min 54 s (SN) - | Arbitrage : Roystian Hansen Jan Hribik Juges de lignes : Dmitry Golyak Johannes Kack |
| Dávid Hrenák (4 min 21 s) Roman Durny (55 min 39 s) | Gardiens | Kasper Krog (20 min) Mads-Emil Gransøe (38 min 55 s) | | Arbitrage : Roystian Hansen Jan Hribik Juges de lignes : Dmitry Golyak Johannes Kack |
| 10 min                                              | Pénalités | 8 min                                                | | Arbitrage : Roystian Hansen Jan Hribik Juges de lignes : Dmitry Golyak Johannes Kack |
| 33                                                  | Tirs | 16                                                   | | Arbitrage : Roystian Hansen Jan Hribik Juges de lignes : Dmitry Golyak Johannes Kack |

| 14 avril 2016 | République tchèque | 3-4 (TB) (1-3, 0-0, 2-0, 0-0, 0-1) | Finlande | Icon Sports Center 406 spectateurs |

| Feuille de match | Feuille de match | Feuille de match            | Feuille de match | Feuille de match                                                                       |
| ---------------- | --- | --------------------------- | --- | -------------------------------------------------------------------------------------- |
|                  | - Zadina (Reichel, Hájek) — 12 min 31 s (SN) - Pavlík (Zadina) — 45 min 41 s Najman (Kvasnicka, Belohorsky) — 52 min 11 s - | 0-1 1-1 1-2 1-3 2-3 3-3 3-4 | Tolvanen (Tuulola) — 9 min 58 s (SN) - Vesalainen (Tolvanen) — 14 min 19 s Oksanen (Somppi, Kuokkanen) — 16 min 24 s (SN) - Kuokkanen — 65 min (TB) | Arbitrage : Sirko Hunnius Jeff Ingram Juges de lignes : David Nothegger Tibor Rovensky |
| Josef Korenar    | Gardiens | Leevi Laakso                | | Arbitrage : Sirko Hunnius Jeff Ingram Juges de lignes : David Nothegger Tibor Rovensky |
| 8 min            | Pénalités | 8 min                       | | Arbitrage : Sirko Hunnius Jeff Ingram Juges de lignes : David Nothegger Tibor Rovensky |
| 29               | Tirs | 47                          | | Arbitrage : Sirko Hunnius Jeff Ingram Juges de lignes : David Nothegger Tibor Rovensky |

| 15 avril 2016 | Danemark | 2-10 (2-2, 0-5, 0-3) | Canada | Ralph Engelstad Arena 2 475 spectateurs |

| Feuille de match                                         | Feuille de match                                                                              | Feuille de match                                 | Feuille de match | Feuille de match                                                                   |
| -------------------------------------------------------- | --------------------------------------------------------------------------------------------- | ------------------------------------------------ | --- | ---------------------------------------------------------------------------------- |
|                                                          | - Schmidt-Svejstrup (Nielsen) — 5 min 31 s Blichfeld (Gatz Nielsen, Krag) — 6 min 10 s (SN) - | 0-1 0-2 1-2 2-2 2-3 2-4 2-5 2-6 2-7 2-8 2-9 2-10 | Kyrou (Morrison, Stanley) — 1 min 5 s Malenstyn (Laberge, Fabbro) — 1 min 31 s - Kyrou (Jost, Hague) — 20 min 27 s Comtois — 26 min 30 s Shaw (Laberge, Phillips) — 27 min 21 s (SN) Bitten (Fabbro, Jost) — 27 min 55 s (SN) Kyrou (Bitten, Quenneville) — 34 min 13 s Kyrou (Jost, Tippett) — 44 min 26 s Jost (Quenneville, Morrison) — 50 min 2 s Jost (Fabbro, Bitten) — 53 min 42 s (SN) | Arbitrage : Cameron Voss Shane Warschaw Juges de lignes : Jake Davis Dmitry Golyak |
| Mads-Emil Gransøe (57 min 24 s) Kasper Krog (2 min 36 s) | Gardiens                                                                                      | Stuart Skinner                                   | | Arbitrage : Cameron Voss Shane Warschaw Juges de lignes : Jake Davis Dmitry Golyak |
| 12 min                                                   | Pénalités                                                                                     | 10 min                                           | | Arbitrage : Cameron Voss Shane Warschaw Juges de lignes : Jake Davis Dmitry Golyak |
| 9                                                        | Tirs                                                                                          | 52                                               | | Arbitrage : Cameron Voss Shane Warschaw Juges de lignes : Jake Davis Dmitry Golyak |

| 16 avril 2016 | Finlande | 4-2 (1-0, 2-2, 1-0) | Slovaquie | Icon Sports Center 427 spectateurs |

| Feuille de match | Feuille de match | Feuille de match        | Feuille de match                                                            | Feuille de match                                                                      |
| ---------------- | --- | ----------------------- | --------------------------------------------------------------------------- | ------------------------------------------------------------------------------------- |
|                  | Räsänen (Vesalainen, Välimäki) — 13 min 20 s Vesalainen (Räsänen) — 22 min 2 s - Mäkinen (Jääskä, Moilanen) — 33 min 39 s - Kuokkanen (Vesalainen, Niemeläinen) — 52 min 19 s | 1-0 2-0 2-1 3-1 3-2 4-2 | - Bucek (Fehérváry) — 28 min 24 s (SN) - Ruzicka (Fehérváry) — 34 min 1 s - | Arbitrage : Jacob Grumsen Cameron Voss Juges de lignes : Andrew Dalton Libor Suchanek |
| Leevi Laakso     | Gardiens | Roman Durny             |                                                                             | Arbitrage : Jacob Grumsen Cameron Voss Juges de lignes : Andrew Dalton Libor Suchanek |
| 16 min           | Pénalités | 8 min                   |                                                                             | Arbitrage : Jacob Grumsen Cameron Voss Juges de lignes : Andrew Dalton Libor Suchanek |
| 32               | Tirs | 16                      |                                                                             | Arbitrage : Jacob Grumsen Cameron Voss Juges de lignes : Andrew Dalton Libor Suchanek |

| 16 avril 2016 | Canada | 3-1 (2-0, 1-0, 0-1) | République tchèque | Ralph Engelstad Arena 2 478 spectateurs |

| Feuille de match | Feuille de match                                                                                                | Feuille de match | Feuille de match            | Feuille de match                                                                                |
| ---------------- | --- | ---------------- | --------------------------- | ----------------------------------------------------------------------------------------------- |
|                  | Howden (Fabbro, Shaw) — 17 min 41 s Quenneville (Jost, Fabbro) — 18 min 58 s (SN) Howden (Shaw) — 25 min 17 s - | 1-0 2-0 3-0 3-1  | - Zadina — 42 min 35 s (SN) | Arbitrage : Vladimir Baluska Jari-Pekka Pajula Juges de lignes : Dmitry Golyak Alexander Sysuev |
| Evan Fitzpatrick | Gardiens | Josef Korenar    |                             | Arbitrage : Vladimir Baluska Jari-Pekka Pajula Juges de lignes : Dmitry Golyak Alexander Sysuev |
| 14 min           | Pénalités | 8 min            |                             | Arbitrage : Vladimir Baluska Jari-Pekka Pajula Juges de lignes : Dmitry Golyak Alexander Sysuev |
| 28               | Tirs | 39               |                             | Arbitrage : Vladimir Baluska Jari-Pekka Pajula Juges de lignes : Dmitry Golyak Alexander Sysuev |

| 17 avril 2016 | Danemark | 1-4 (1-2, 0-1, 0-1) | Finlande | Ralph Engelstad Arena 2 644 spectateurs |

| Feuille de match | Feuille de match                           | Feuille de match    | Feuille de match | Feuille de match                                                                       |
| ---------------- | ------------------------------------------ | ------------------- | --- | -------------------------------------------------------------------------------------- |
|                  | - Wejse (Krag, Heine) — 16 min 17 s (SN) - | 0-1 0-2 1-2 1-3 1-4 | Kuokkanen (Mäkinen) — 7 min 38 s Tuulola (Kotkansalo) — 8 min 22 s - Tolvanen (Räsänen, Vaakanainen) — 34 min 16 s Tolvanen (Räsänen, Kotkansalo) — 59 min 40 s (CV) | Arbitrage : Brett Sheva Shane Warschaw Juges de lignes : Tibor Rovensky Libor Suchanek |
| Kasper Krog      | Gardiens                                   | Leevi Laakso        | | Arbitrage : Brett Sheva Shane Warschaw Juges de lignes : Tibor Rovensky Libor Suchanek |
| 6 min            | Pénalités                                  | 6 min               | | Arbitrage : Brett Sheva Shane Warschaw Juges de lignes : Tibor Rovensky Libor Suchanek |
| 10               | Tirs                                       | 46                  | | Arbitrage : Brett Sheva Shane Warschaw Juges de lignes : Tibor Rovensky Libor Suchanek |

| 18 avril 2016 | République tchèque | 9-2 (1-0, 2-1, 6-1) | Danemark | Icon Sports Center 417 spectateurs |

| Feuille de match | Feuille de match | Feuille de match                            | Feuille de match                                             | Feuille de match                                                                    |
| ---------------- | --- | ------------------------------------------- | ------------------------------------------------------------ | ----------------------------------------------------------------------------------- |
|                  | Kantner (Kousal, Najman) — 6 min 3 s - Kurovský (Budik, Karafiat) — 32 min 9 s Najman — 32 min 49 s Kantner (Najman, Kousal) — 41 min 37 s Havelka (Zachar) — 45 min 12 s Zadina (Reichel, Budik) — 49 min 52 s Najman (Kvasnicka, Kousal) — 50 min 45 s Karafiat (Kurovský) — 52 min 12 s - Doudera (Hájek, Najman) — 59 min 59 s | 1-0 1-1 2-1 3-1 4-1 5-1 6-1 7-1 8-1 8-2 9-2 | - Nielsen — 31 min - Blichfeld (Krag) — 54 min 26 s (2 SN) - | Arbitrage : Jeff Ingram Marcus Linde Juges de lignes : Joonas Saha Alexander Sysuev |
| Josef Korenar    | Gardiens | Mads-Emil Gransøe                           |                                                              | Arbitrage : Jeff Ingram Marcus Linde Juges de lignes : Joonas Saha Alexander Sysuev |
| 14 min           | Pénalités | 22 min                                      |                                                              | Arbitrage : Jeff Ingram Marcus Linde Juges de lignes : Joonas Saha Alexander Sysuev |
| 35               | Tirs | 22                                          |                                                              | Arbitrage : Jeff Ingram Marcus Linde Juges de lignes : Joonas Saha Alexander Sysuev |

| 18 avril 2016 | Canada | 3-1 (0-0, 3-0, 0-1) | Slovaquie | Ralph Engelstad Arena 2 122 spectateurs |

| Feuille de match | Feuille de match                                                                                              | Feuille de match | Feuille de match           | Feuille de match                                                                     |
| ---------------- | --- | ---------------- | -------------------------- | ------------------------------------------------------------------------------------ |
|                  | Quenneville (Jost) — 23 min 50 s Howden (Gregor, Kyrou) — 28 min 16 s Katchouk (Jost, Bitten) — 39 min 20 s - | 1-0 2-0 3-0 3-1  | - Bucek — 50 min 17 s (IN) | Arbitrage : Brett Sheva Viktor Trilar Juges de lignes : Johannes Kack Libor Suchanek |
| Stuart Skinner   | Gardiens | Roman Durny      |                            | Arbitrage : Brett Sheva Viktor Trilar Juges de lignes : Johannes Kack Libor Suchanek |
| 18 min           | Pénalités | 10 min           |                            | Arbitrage : Brett Sheva Viktor Trilar Juges de lignes : Johannes Kack Libor Suchanek |
| 39               | Tirs | 27               |                            | Arbitrage : Brett Sheva Viktor Trilar Juges de lignes : Johannes Kack Libor Suchanek |

| 19 avril 2016 | Finlande | 1-3 (0-2, 0-0, 1-1) | Canada | Ralph Engelstad Arena 2 832 spectateurs |

| Feuille de match | Feuille de match                        | Feuille de match | Feuille de match                                                                                               | Feuille de match                                                                         |
| ---------------- | --------------------------------------- | ---------------- | --- | ---------------------------------------------------------------------------------------- |
|                  | - Salo (Tuulola, Nurmi) — 54 min 44 s - | 0-1 0-2 1-2 1-3  | Laberge (Kyrou, Shaw) — 7 min 16 s (SN) Quenneville — 12 min 30 s - Jost (McLeod, Chychrun) — 59 min 24 s (CV) | Arbitrage : Roystian Hansen Marcus Linde Juges de lignes : Andrew Dalton David Nothegger |
| Leevi Laakso     | Gardiens                                | Evan Fitzpatrick | | Arbitrage : Roystian Hansen Marcus Linde Juges de lignes : Andrew Dalton David Nothegger |
| 6 min            | Pénalités                               | 18 min           | | Arbitrage : Roystian Hansen Marcus Linde Juges de lignes : Andrew Dalton David Nothegger |
| 27               | Tirs                                    | 24               | | Arbitrage : Roystian Hansen Marcus Linde Juges de lignes : Andrew Dalton David Nothegger |

| 19 avril 2016 | Slovaquie | 4-3 (1-2, 1-1, 2-0) | République tchèque | Icon Sports Center 463 spectateurs |

| Feuille de match | Feuille de match | Feuille de match            | Feuille de match | Feuille de match                                                                   |
| ---------------- | --- | --------------------------- | --- | ---------------------------------------------------------------------------------- |
|                  | - Liska (Smolka) — 3 min 18 s - Bjaloncik (Kmec) — 35 min 1 s (IN) Solenský — 42 min 9 s (TP) Bucek (Studenic, Roman) — 56 min 33 s | 0-1 1-1 1-2 1-3 2-3 3-3 4-3 | Zachar (Havelka) — 1 min 18 s - Karafiat (Belohorsky, Kurovský) — 12 min 22 s Zadina (Doudera, Reichel) — 20 min 43 s - | Arbitrage : Cameron Voss Shane Warschaw Juges de lignes : Jake Davis Dmitry Golyak |
| Roman Durny      | Gardiens | Josef Korenar               | | Arbitrage : Cameron Voss Shane Warschaw Juges de lignes : Jake Davis Dmitry Golyak |
| 16 min           | Pénalités | 10 min                      | | Arbitrage : Cameron Voss Shane Warschaw Juges de lignes : Jake Davis Dmitry Golyak |
| 35               | Tirs | 36                          | | Arbitrage : Cameron Voss Shane Warschaw Juges de lignes : Jake Davis Dmitry Golyak |

| Clt   | Équipe    | PJ | V | VP | D | DP | BP | BC | Diff | Pts |
| ----- | --------- | -- | - | -- | - | -- | -- | -- | ---- | --- |
| +001, | Canada    | 4  | 4 | 0  | 0 | 0  | 19 | 5  | +14  | 12  |
| +002, | Finlande  | 4  | 2 | 1  | 1 | 0  | 13 | 9  | +4   | 8   |
| +003, | Slovaquie | 4  | 2 | 0  | 2 | 0  | 12 | 14 | -2   | 6   |
| +004, | Tchéquie  | 4  | 1 | 0  | 2 | 1  | 16 | 13 | +3   | 4   |
| +005, | Danemark  | 4  | 0 | 0  | 4 | 0  | 9  | 28 | -19  | 0   |

- Qualifié pour les quarts de finale
- Dispute la poule de maintien

Pour les significations des abréviations, voir statistiques du hockey sur glace.

### Poule de relégation
| 21 avril 2016 | Lettonie | 5-1 (1-1, 1-0, 3-0) | Danemark | Icon Sports Center 101 spectateurs |

| Feuille de match | Feuille de match | Feuille de match        | Feuille de match                                | Feuille de match                                                                           |
| ---------------- | --- | ----------------------- | ----------------------------------------------- | ------------------------------------------------------------------------------------------ |
|                  | Smirnovs (Zeile, Svars) — 13 min 25 s - Vulkanovs (Zeile, Svars) — 28 min 50 s (SN) Zeile (Svars, Krastenbergs) — 51 min 14 s (SN) Kļaviņš (Svars) — 55 min 12 s Kļaviņš (Krastenbergs) — 58 min 37 s (CV) | 1-0 1-1 2-1 3-1 4-1 5-1 | - Blichfeld (Gatz Nielsen) — 15 min 30 s (SN) - | Arbitrage : Roystian Hansen Viktor Trilar Juges de lignes : David Nothegger Tibor Rovensky |
| Gustavs Grigals  | Gardiens | Kasper Krog             |                                                 | Arbitrage : Roystian Hansen Viktor Trilar Juges de lignes : David Nothegger Tibor Rovensky |
| 18 min           | Pénalités | 10 min                  |                                                 | Arbitrage : Roystian Hansen Viktor Trilar Juges de lignes : David Nothegger Tibor Rovensky |
| 26               | Tirs | 22                      |                                                 | Arbitrage : Roystian Hansen Viktor Trilar Juges de lignes : David Nothegger Tibor Rovensky |

| 22 avril 2016 | Danemark | 4-1 (1-0, 1-0, 2-1) | Lettonie | Ralph Engelstad Arena 3 703 spectateurs |

| Feuille de match | Feuille de match | Feuille de match    | Feuille de match                                       | Feuille de match                                                                               |
| ---------------- | --- | ------------------- | ------------------------------------------------------ | ---------------------------------------------------------------------------------------------- |
|                  | Molge (Blichfeld, Larsen) — 17 min Mortensen (Mohr, Røndbjerg) — 21 min 24 s - Jessen (Wejse) — 57 min 19 s (CV) Grundtvig (Røndbjerg) — 58 min 4 s (CV) | 1-0 2-0 2-1 3-1 4-1 | - Blugers (Krastenbergs, Kļaviņš) — 56 min 55 s (JS) - | Arbitrage : Jari-Pekka Pajula Shane Warschaw Juges de lignes : Libor Suchanek Alexander Sysuev |
| Kasper Krog      | Gardiens | Mareks Mitens       |                                                        | Arbitrage : Jari-Pekka Pajula Shane Warschaw Juges de lignes : Libor Suchanek Alexander Sysuev |
| 10 min           | Pénalités | 4 min               |                                                        | Arbitrage : Jari-Pekka Pajula Shane Warschaw Juges de lignes : Libor Suchanek Alexander Sysuev |
| 22               | Tirs | 32                  |                                                        | Arbitrage : Jari-Pekka Pajula Shane Warschaw Juges de lignes : Libor Suchanek Alexander Sysuev |

| 24 avril 2016 | Lettonie | 4-3 (TB) (0-1, 0-1, 3-1, 0-0, 1-0) | Danemark | Ralph Engelstad Arena 3 039 spectateurs |

| Feuille de match | Feuille de match | Feuille de match            | Feuille de match | Feuille de match                                                                       |
| ---------------- | --- | --------------------------- | --- | -------------------------------------------------------------------------------------- |
|                  | - Krastenbergs (Nazarovs, Svars) — 44 min 57 s (SN) - Smirnovs (Smons) — 53 min 56 s (SN) Zeile (Krastenbergs, Grigals) — 58 min 53 s Smirnovs — 70 min (TB) | 0-1 0-2 1-2 1-3 2-3 3-3 4-3 | Wejse (Grundtvig, Gatz Nielsen) — 11 min 31 s (SN) Gatz Nielsen (Krag Christensen, Blichfeld) — 24 min 5 s (2 SN) - Grundtvig (Gath, Mortensen) — 48 min 17 s - | Arbitrage : Vladimir Baluska Jeff Ingram Juges de lignes : Jake Davis Nathan Vanoosten |
| Gustavs Grigals  | Gardiens | Kasper Krog                 | | Arbitrage : Vladimir Baluska Jeff Ingram Juges de lignes : Jake Davis Nathan Vanoosten |
| 37 min           | Pénalités | 16 min                      | | Arbitrage : Vladimir Baluska Jeff Ingram Juges de lignes : Jake Davis Nathan Vanoosten |
| 41               | Tirs | 25                          | | Arbitrage : Vladimir Baluska Jeff Ingram Juges de lignes : Jake Davis Nathan Vanoosten |

### Phase finale
|  | Quarts de finale                     | Quarts de finale                     |                                      |                                      | Demi-finales                         | Demi-finales                         |   |  | Finale                               | Finale                               |
|  | Quarts de finale                     | Quarts de finale                     |                                      |                                      | Demi-finales                         | Demi-finales                         |   |  | Finale                               | Finale                               |
|  |                                      |                                      |                                      |                                      |                                      |                                      |   |  |                                      |                                      |
|  | 21 avril 2016, Ralph Engelstad Arena | 21 avril 2016, Ralph Engelstad Arena |                                      |                                      | 23 avril 2016, Ralph Engelstad Arena | 23 avril 2016, Ralph Engelstad Arena |   |  | 24 avril 2016, Ralph Engelstad Arena | 24 avril 2016, Ralph Engelstad Arena |
|  | 21 avril 2016, Ralph Engelstad Arena | 21 avril 2016, Ralph Engelstad Arena |                                      |                                      | 23 avril 2016, Ralph Engelstad Arena | 23 avril 2016, Ralph Engelstad Arena |   |  | 24 avril 2016, Ralph Engelstad Arena | 24 avril 2016, Ralph Engelstad Arena |
|  | États-Unis                           | 8                                    |                                      |                                      | 23 avril 2016, Ralph Engelstad Arena | 23 avril 2016, Ralph Engelstad Arena |   |  | 24 avril 2016, Ralph Engelstad Arena | 24 avril 2016, Ralph Engelstad Arena |
|  | États-Unis                           | 8                                    |                                      |                                      | 23 avril 2016, Ralph Engelstad Arena | 23 avril 2016, Ralph Engelstad Arena |   |  | 24 avril 2016, Ralph Engelstad Arena | 24 avril 2016, Ralph Engelstad Arena |
|  | Tchéquie                             | 0                                    |                                      |                                      | 23 avril 2016, Ralph Engelstad Arena | 23 avril 2016, Ralph Engelstad Arena |   |  | 24 avril 2016, Ralph Engelstad Arena | 24 avril 2016, Ralph Engelstad Arena |
|  | Tchéquie                             | 0                                    | États-Unis                           | 2                                    |                                      |                                      |   |  | 24 avril 2016, Ralph Engelstad Arena | 24 avril 2016, Ralph Engelstad Arena |
|  | 21 avril 2016, Ralph Engelstad Arena |                                      | États-Unis                           | 2                                    |                                      |                                      |   |  | 24 avril 2016, Ralph Engelstad Arena | 24 avril 2016, Ralph Engelstad Arena |
|  |                                      | Finlande                             | 4                                    |                                      |                                      |                                      |   |  | 24 avril 2016, Ralph Engelstad Arena | 24 avril 2016, Ralph Engelstad Arena |
|  | Finlande                             | Finlande                             | 4                                    | 4                                    |                                      |                                      |   |  | 24 avril 2016, Ralph Engelstad Arena | 24 avril 2016, Ralph Engelstad Arena |
|  | Finlande                             |                                      |                                      | 4                                    |                                      |                                      |   |  | 24 avril 2016, Ralph Engelstad Arena | 24 avril 2016, Ralph Engelstad Arena |
|  | Russie                               | 3                                    |                                      |                                      |                                      |                                      |   |  | 24 avril 2016, Ralph Engelstad Arena | 24 avril 2016, Ralph Engelstad Arena |
|  | Russie                               | 3                                    | Finlande                             | 6                                    |                                      |                                      |   |  |                                      |                                      |
|  | 21 avril 2016, Icon Sports Center    |                                      | Finlande                             | 6                                    |                                      |                                      |   |  |                                      |                                      |
|  |                                      | Suède                                | 1                                    |                                      |                                      |                                      |   |  |                                      |                                      |
|  | Canada                               | Suède                                | 1                                    | 9                                    |                                      |                                      |   |  |                                      |                                      |
|  | Canada                               | 23 avril 2016, Ralph Engelstad Arena |                                      | 9                                    |                                      |                                      |   |  |                                      |                                      |
|  | Suisse                               | 1                                    |                                      |                                      |                                      |                                      |   |  |                                      |                                      |
|  | Suisse                               | 1                                    | Canada                               | 5                                    |                                      |                                      |   |  |                                      |                                      |
|  | 21 avril 2016, Ralph Engelstad Arena | 21 avril 2016, Ralph Engelstad Arena | Canada                               | 5                                    | Match pour la 3e place               | Match pour la 3e place               |   |  |                                      |                                      |
|  | 21 avril 2016, Ralph Engelstad Arena | 21 avril 2016, Ralph Engelstad Arena |                                      | Suède                                | Match pour la 3e place               | Match pour la 3e place               | 6 |  |                                      |                                      |
|  | Suède                                | 7                                    | 24 avril 2016, Ralph Engelstad Arena | 24 avril 2016, Ralph Engelstad Arena |                                      |                                      | 6 |  |                                      |                                      |
|  | Suède                                | 7                                    | 24 avril 2016, Ralph Engelstad Arena | 24 avril 2016, Ralph Engelstad Arena |                                      |                                      |   |  |                                      |                                      |
|  | Slovaquie                            | 2                                    |                                      | États-Unis                           | 10                                   |                                      |   |  |                                      |                                      |
|  | Slovaquie                            | 2                                    |                                      | États-Unis                           | 10                                   |                                      |   |  |                                      |                                      |
|  |                                      |                                      |                                      |                                      |                                      |                                      |   |  | Canada                               | 3                                    |
|  |                                      |                                      |                                      |                                      |                                      |                                      |   |  | Canada                               | 3                                    |

#### Quarts de finale
| 21 avril 2016 | États-Unis | 8-0 (0-0, 3-0, 5-0) | République tchèque | Ralph Engelstad Arena 2 381 spectateurs |

| Feuille de match | Feuille de match | Feuille de match | Feuille de match | Feuille de match                                                                       |
| ---------------- | ---------------- | ---------------- | ---------------- | -------------------------------------------------------------------------------------- |
|                  |                  |                  |                  | Arbitrage : Sirko Hunnius Jeff Ingram Juges de lignes : Dmitry Golyak Nathan Vanoosten |
|                  |                  |                  |                  |                                                                                        |
| 8 min            | Pénalités        | 16 min           |                  |                                                                                        |
| 38               | Tirs             | 15               |                  |                                                                                        |

| 21 avril 2016 | Finlande | 4-3 (1-0, 3-2, 0-1) | Russie | Icon Sports Center 2 117 spectateurs |

| Feuille de match | Feuille de match | Feuille de match | Feuille de match | Feuille de match                                                                     |
| ---------------- | ---------------- | ---------------- | ---------------- | ------------------------------------------------------------------------------------ |
|                  |                  |                  |                  | Arbitrage : Vladimir Baluska Markus Linde Juges de lignes : Jake Davis Johannes Kack |
|                  |                  |                  |                  |                                                                                      |
| 8 min            | Pénalités        | 10 min           |                  |                                                                                      |
| 32               | Tirs             | 26               |                  |                                                                                      |

| 21 avril 2016 | Canada | 9-1 (2-0, 3-1, 4-0) | Suisse | Ralph Engelstad Arena 2 164 spectateurs |

| Feuille de match | Feuille de match | Feuille de match | Feuille de match | Feuille de match                                                                   |
| ---------------- | ---------------- | ---------------- | ---------------- | ---------------------------------------------------------------------------------- |
|                  |                  |                  |                  | Arbitrage : Jacob Grumsen Cameron Voss Juges de lignes : Andrew Dalton Joonas Saha |
|                  |                  |                  |                  |                                                                                    |
| 16 min           | Pénalités        | 10 min           |                  |                                                                                    |
| 45               | Tirs             | 26               |                  |                                                                                    |

| 21 avril 2016 | Suède | 7-2 (0-0, 3-0, 5-0) | Slovaquie | Ralph Engelstad Arena 301 spectateurs |

| Feuille de match | Feuille de match | Feuille de match | Feuille de match | Feuille de match                                                                     |
| ---------------- | ---------------- | ---------------- | ---------------- | ------------------------------------------------------------------------------------ |
|                  |                  |                  |                  | Arbitrage : Jan Hribik Brett Sheva Juges de lignes : Libor Suchanek alexander Sysuev |
|                  |                  |                  |                  |                                                                                      |
| 12 min           | Pénalités        | 16 min           |                  |                                                                                      |
| 42               | Tirs             | 20               |                  |                                                                                      |

#### Demi-finales
| 23 avril 2016 | États-Unis | 2-4 (1-1, 0-0, 1-3) | Finlande | Ralph Engelstad Arena 2 931 spectateurs |

| Feuille de match | Feuille de match | Feuille de match | Feuille de match | Feuille de match                                                                     |
| ---------------- | ---------------- | ---------------- | ---------------- | ------------------------------------------------------------------------------------ |
|                  |                  |                  |                  | Arbitrage : Jan Hribik Markus Linde Juges de lignes : Johannes Kack Nathan Vanoosten |
|                  |                  |                  |                  |                                                                                      |
| 31 min           | Pénalités        | 10 min           |                  |                                                                                      |
| 28               | Tirs             | 26               |                  |                                                                                      |

| 23 avril 2016 | Canada | 5-6 (TB) (1-1, 1-2, 3-2, 0-0, 0-1) | Suède | Ralph Engelstad Arena 3 073 spectateurs |

| Feuille de match | Feuille de match | Feuille de match | Feuille de match | Feuille de match                                                                   |
| ---------------- | ---------------- | ---------------- | ---------------- | ---------------------------------------------------------------------------------- |
|                  |                  |                  |                  | Arbitrage : Brett Sheva Cameron Voss Juges de lignes : Andrew Dalton Dmitry Golyak |
|                  |                  |                  |                  |                                                                                    |
| 8 min            | Pénalités        | 10 min           |                  |                                                                                    |
| 59               | Tirs             | 35               |                  |                                                                                    |

#### Match pour la troisième place
| 24 avril 2016 | États-Unis | 10-3 (6-1, 1-0, 3-2) | Canada | Ralph Engelstad Arena 3 448 spectateurs |

| Feuille de match | Feuille de match | Feuille de match | Feuille de match | Feuille de match                                                                      |
| ---------------- | ---------------- | ---------------- | ---------------- | ------------------------------------------------------------------------------------- |
|                  |                  |                  |                  | Arbitrage : Jan Hribik Markus Linde Juges de lignes : Libor Suchanek Alexander Sysuev |
|                  |                  |                  |                  |                                                                                       |
| 20 min           | Pénalités        | 34 min           |                  |                                                                                       |
| 33               | Tirs             | 32               |                  |                                                                                       |

#### Finale
| 24 avril 2016 | Suède | 1-6 (0-3, 1-1, 0-2) | Finlande | Ralph Engelstad Arena 3 543 spectateurs |

| Feuille de match                                 | Feuille de match                      | Feuille de match            | Feuille de match | Feuille de match                                                                   |
| ------------------------------------------------ | ------------------------------------- | --------------------------- | --- | ---------------------------------------------------------------------------------- |
|                                                  | - Andersson (Nylander) — 32 min 1 s - | 0-1 0-2 0-3 0-4 1-4 1-5 1-6 | Tolvanen (Kotkansalo) — 1 min 15 s Somppi (Kuokkanen) — 15 min 28 s Tuulola (Valimaki, Räsänen) — 16 min 19 s Puljujärvi (Kuokkanen) — 31 min 1 s - Puljujärvi (Kuokkanen, Kotkansalo) — 45 min 14 s Puljujärvi (Tolvanen) — 59 min 12 s (2 SN) | Arbitrage : Brett Sheva Cameron Voss Juges de lignes : Andrew Dalton Dmitry Golyak |
| Filip Gustavsson (40 min) Filip Larsson (20 min) | Gardiens                              | Ukko-Pekka Luukkonen        | | Arbitrage : Brett Sheva Cameron Voss Juges de lignes : Andrew Dalton Dmitry Golyak |
| 51 min                                           | Pénalités                             | 16 min                      | | Arbitrage : Brett Sheva Cameron Voss Juges de lignes : Andrew Dalton Dmitry Golyak |
| 18                                               | Tirs                                  | 34                          | | Arbitrage : Brett Sheva Cameron Voss Juges de lignes : Andrew Dalton Dmitry Golyak |

### Classement final
| Place                     | Équipe     |
| ------------------------- | ---------- |
| Médaille d'or, monde      | Finlande   |
| Médaille d'argent, monde  | Suède      |
| Médaille de bronze, monde | États-Unis |
| 4                         | Canada     |
| 5                         | Slovaquie  |
| 6                         | Russie     |
| 7                         | Tchéquie   |
| 8                         | Suisse     |
| 9                         | Lettonie   |
| 10                        | Danemark   |

- Relégué en Division IA en 2017

### Récompenses et statistiques individuelles
Meilleurs joueurs :
- Meilleur gardien : Filip Gustavsson (Suède)
- Meilleur défenseur : Adam Fox (États-Unis)
- Meilleur attaquant : Tyson Jost (Canada)

Meilleur joueur des médias : Clayton Keller (États-Unis)
Équipe type des médias :
- Gardien : Ukko-Pekka Luukkonen (Finlande)
- Défenseurs : Adam Fox (États-Unis) et David Quenneville (Canada)
- Attaquants : Tyson Jost (Canada), Jesse Puljujärvi (Finlande) et Clayton Keller (États-Unis)

Pour les significations des abréviations, voir statistiques du hockey sur glace.
| Clt | Joueur             | Équipe     | PJ | B | A  | Pts | Pun | +/- |
| --- | ------------------ | ---------- | -- | - | -- | --- | --- | --- |
| 1   | Tyson Jost         | Canada     | 7  | 6 | 9  | 15  | 2   | +7  |
| 2   | Clayton Keller     | États-Unis | 7  | 4 | 10 | 14  | 2   | +11 |
| 3   | Kailer Yamamoto    | États-Unis | 7  | 7 | 6  | 13  | 12  | +7  |
| 4   | Logan Brown        | États-Unis | 7  | 3 | 9  | 12  | 2   | +6  |
| 5   | Alexander Nylander | Suède      | 7  | 3 | 8  | 11  | 0   | +5  |
| 6   | Joey Anderson      | États-Unis | 7  | 7 | 2  | 9   | 2   | +12 |
| 6   | Eeli Tolvanen      | Finlande   | 7  | 7 | 2  | 9   | 0   | +6  |
| 8   | Lias Andersson     | Suède      | 7  | 5 | 4  | 9   | 8   | +3  |
| 9   | Casey Mittelstadt  | États-Unis | 7  | 4 | 5  | 9   | 2   | +6  |
| 10  | Aapeli Räsänen     | Finlande   | 7  | 3 | 6  | 9   | 12  | +8  |

| Clt | Joueur               | Équipe     | PJ | Min          | BC | Moy  | %Arr  | Bl |
| --- | -------------------- | ---------- | -- | ------------ | -- | ---- | ----- | -- |
| 1   | Joseph Woll          | États-Unis | 3  | 179 min 31 s | 4  | 1,34 | 94,67 | 1  |
| 2   | Jake Oettinger       | États-Unis | 4  | 240 min 0 s  | 6  | 1,50 | 93,41 | 1  |
| 3   | Danil Tarasov        | Russie     | 5  | 227 min 48 s | 8  | 2,11 | 92,08 | 1  |
| 4   | Ukko-Pekka Luukkonen | Finlande   | 3  | 180 min 0 s  | 6  | 2,00 | 91,67 | 0  |
| 5   | Filip Gustavsson     | Suède      | 5  | 289 min 21 s | 13 | 2,70 | 90,58 | 0  |
| 6   | Leevi Laakso         | Finlande   | 4  | 244 min 42 s | 8  | 1,96 | 89,74 | 0  |
| 7   | Evan Fitzpatrick     | Canada     | 5  | 302 min 32 s | 16 | 3,17 | 89,54 | 0  |
| 8   | Kasper Krog          | Danemark   | 6  | 269 min 18 s | 17 | 3,79 | 88,96 | 0  |
| 9   | Roman Durny          | Slovaquie  | 5  | 294 min 26 s | 18 | 3,67 | 88,89 | 0  |
| 10  | Josef Kořenář        | Tchéquie   | 5  | 287 min 20 s | 19 | 3,97 | 88,12 | 0  |
| 11  | Gustavs Grigals      | Lettonie   | 5  | 265 min 43 s | 20 | 4,52 | 85,71 | 0  |
| 12  | Matteo Ritz          | Suisse     | 3  | 176 min 16 s | 13 | 4,43 | 83,75 | 0  |

Pour les significations des abréviations, voir statistiques du hockey sur glace.
Nota : seuls sont classés les gardiens ayant joué au minimum 40 % du temps de jeu de leur équipe.

## Division IA
La compétition se déroule du 9 au 15 avril 2016 à Minsk en Biélorussie. 
| Clt   | Équipe        | PJ | V | VP | D | DP | BP | BC | Diff | Pts |
| ----- | ------------- | -- | - | -- | - | -- | -- | -- | ---- | --- |
| +001, | Biélorussie   | 5  | 4 | 0  | 1 | 0  | 23 | 15 | +8   | 12  |
| +002, | Allemagne (R) | 5  | 3 | 1  | 1 | 0  | 20 | 14 | +6   | 11  |
| +003, | Kazakhstan    | 5  | 2 | 1  | 1 | 1  | 17 | 16 | +1   | 9   |
| +004, | France        | 5  | 2 | 0  | 3 | 0  | 18 | 18 | 0    | 6   |
| +005, | Norvège       | 5  | 1 | 0  | 3 | 1  | 16 | 22 | -6   | 4   |
| +006, | Autriche (P)  | 5  | 1 | 0  | 4 | 0  | 11 | 20 | +9   | 3   |

- Promu en Division Élite en 2017
- Relégué en Division IB en 2017

Pour les significations des abréviations, voir statistiques du hockey sur glace.

## Division IB
La compétition se déroule du 18 au 24 avril 2016 à Asiago en Italie.
| Clt   | Équipe           | PJ | V | VP | D | DP | BP | BC | Diff | Pts |
| ----- | ---------------- | -- | - | -- | - | -- | -- | -- | ---- | --- |
| +001, | Hongrie (R)      | 5  | 5 | 0  | 0 | 0  | 28 | 11 | +17  | 15  |
| +002, | Japon            | 5  | 4 | 0  | 1 | 0  | 13 | 9  | +4   | 12  |
| +003, | Ukraine          | 5  | 3 | 0  | 2 | 0  | 17 | 15 | +2   | 9   |
| +004, | Slovénie         | 5  | 2 | 0  | 3 | 0  | 19 | 17 | +2   | 6   |
| +005, | Italie           | 5  | 1 | 0  | 4 | 0  | 12 | 20 | -8   | 3   |
| +006, | Corée du Sud (P) | 5  | 0 | 0  | 5 | 0  | 10 | 27 | -17  | 0   |

- Promu en Division IA en 2017
- Relégué en Division IIA en 2017

Pour les significations des abréviations, voir statistiques du hockey sur glace.

## Division IIA
La compétition se déroule du 4 au 10 avril 2016 à Brașov en Roumanie.
| Clt   | Équipe          | PJ | V | VP | D | DP | BP | BC | Diff | Pts |
| ----- | --------------- | -- | - | -- | - | -- | -- | -- | ---- | --- |
| +001, | Pologne         | 5  | 5 | 0  | 0 | 0  | 43 | 8  | +35  | 15  |
| +002, | Roumanie        | 5  | 4 | 0  | 1 | 0  | 27 | 15 | +12  | 12  |
| +003, | Lituanie (R)    | 5  | 3 | 0  | 2 | 0  | 17 | 19 | -2   | 9   |
| +004, | Grande-Bretagne | 5  | 2 | 0  | 3 | 0  | 18 | 23 | -5   | 6   |
| +005, | Croatie         | 5  | 1 | 0  | 4 | 0  | 8  | 25 | -17  | 3   |
| +006, | Pays-Bas (P)    | 5  | 0 | 0  | 5 | 0  | 6  | 29 | -23  | 0   |

- Promu en Division I B en 2017
- Relégué en Division II B en 2017

Pour les significations des abréviations, voir statistiques du hockey sur glace.

## Division IIB
La compétition se déroule du 26 mars au 1er avril 2016 à Valdemoro en Espagne. 
| Clt   | Équipe      | PJ | V | VP | D | DP | BP | BC | Diff | Pts |
| ----- | ----------- | -- | - | -- | - | -- | -- | -- | ---- | --- |
| +001, | Estonie (R) | 5  | 5 | 0  | 0 | 0  | 38 | 11 | +27  | 15  |
| +002, | Espagne     | 5  | 4 | 0  | 1 | 0  | 26 | 14 | +12  | 12  |
| +003, | Serbie      | 5  | 3 | 0  | 2 | 0  | 12 | 10 | +2   | 9   |
| +004, | Islande (P) | 5  | 1 | 0  | 4 | 0  | 11 | 30 | -19  | 3   |
| +005, | Belgique    | 5  | 1 | 0  | 4 | 0  | 15 | 29 | -14  | 3   |
| +006, | Chine       | 5  | 1 | 0  | 4 | 0  | 12 | 20 | -8   | 3   |

- Promu en Division IIA en 2017
- Relégué en Division IIIA en 2017

Pour les significations des abréviations, voir statistiques du hockey sur glace.

## Division IIIA
La compétition se déroule du 14 au 20 mars 2016 à Sofia en Bulgarie.
| Clt   | Équipe         | PJ | V | VP | D | DP | BP | BC | Diff | Pts |
| ----- | -------------- | -- | - | -- | - | -- | -- | -- | ---- | --- |
| +001, | Australie (R)  | 5  | 4 | 0  | 1 | 0  | 25 | 22 | +3   | 12  |
| +002, | Turquie (P)    | 5  | 3 | 1  | 1 | 0  | 22 | 13 | +9   | 11  |
| +003, | Bulgarie       | 5  | 3 | 0  | 2 | 0  | 20 | 13 | +7   | 9   |
| +004, | Israël         | 5  | 2 | 0  | 2 | 0  | 15 | 15 | 0    | 8   |
| +005, | Taipei chinois | 5  | 1 | 0  | 2 | 2  | 17 | 26 | -9   | 5   |
| +006, | Mexique        | 5  | 0 | 0  | 5 | 0  | 10 | 20 | -10  | 0   |

- Promu en Division IIB en 2017
- Relégué en Division IIIB en 2017

Pour les significations des abréviations, voir statistiques du hockey sur glace.

## Division IIIB
La compétition se déroule du 14 au 19 février 2016 au Cap en Afrique du Sud.
| Clt   | Équipe             | PJ | V | VP | D | DP | BP | BC | Diff | Pts |
| ----- | ------------------ | -- | - | -- | - | -- | -- | -- | ---- | --- |
| +001, | Nouvelle-Zélande   | 4  | 4 | 0  | 0 | 0  | 30 | 9  | +21  | 12  |
| +002, | Afrique du Sud (R) | 4  | 1 | 0  | 3 | 0  | 11 | 19 | -8   | 3   |
| +003, | Hong Kong          | 4  | 1 | 0  | 3 | 0  | 12 | 25 | -13  | 3   |

- Promu en Division IIIA en 2017

Pour les significations des abréviations, voir statistiques du hockey sur glace.